# العلاقات الأنغولية الليبية
العلاقات الأنغولية الليبية هي العلاقات الثنائية التي تجمع بين أنغولا وليبيا.

## مقارنة بين البلدين
هذه مقارنة عامة ومرجعية للدولتين:
| وجه المقارنة                                              | أنغولا           | ليبيا                                       |
| --------------------------------------------------------- | ---------------- | ------------------------------------------- |
| المساحة (كم2)                                             | 1.25 مليون       | 1.76 مليون                                  |
| عدد السكان (نسمة)                                         | 29.78 مليون      | 6.37 مليون                                  |
| الكثافة السكانية (ن./كم²)                                 | 23.82            | 3.62                                        |
| العاصمة                                                   | لواندا           | طرابلس                                      |
| اللغة الرسمية                                             | اللغة البرتغالية | اللغة العربية، اللغة العربية الفصحى الحديثة |
| العملة                                                    | كوانزا أنغولي    | دينار ليبي                                  |
| الناتج المحلي الإجمالي (بليون دولار)                      | 124.21 مليار     | 50.98 مليار                                 |
| الناتج المحلي الإجمالي (تعادل القوة الشرائية) بليون دولار | 184.83 مليار     | 69.32 مليار                                 |
| الناتج المحلي الإجمالي الاسمي للفرد دولار أمريكي          | 4.10 ألف         |                                             |
| الناتج المحلي الإجمالي للفرد دولار أمريكي                 |                  | 15.60 ألف                                   |
| مؤشر التنمية البشرية                                      | 0.533            | 0.724                                       |
| رمز المكالمات الدولي                                      | +244             | +218                                        |
| رمز الإنترنت                                              | .ao              | .ly                                         |
| المنطقة الزمنية                                           | ت ع م+01:00      | ت ع م+02:00، توقيت شرق أوروبا               |

## منظمات دولية مشتركة
يشترك البلدان في عضوية مجموعة من المنظمات الدولية، منها:
| علم المنظمة | اسم المنظمة                        | تاريخ انضمام أنغولا | تاريخ انضمام ليبيا |
| ----------- | ---------------------------------- | ------------------- | ------------------ |
|             | الاتحاد الدولي للاتصالات           | 13 أكتوبر 1976      | 3 فبراير 1953      |
|             | الاتحاد الأفريقي                   | 11 فبراير 1979      | ?                  |
|             | منظمة حظر الأسلحة الكيميائية       | ?                   | ?                  |
|             | البنك الإفريقي للتنمية             | ?                   | ?                  |
|             | منظمة الشرطة الجنائية الدولية      | ?                   | ?                  |
|             | الأمم المتحدة                      | 1 ديسمبر 1976       | 14 ديسمبر 1955     |
|             | يونسكو                             | 11 مارس 1977        | 27 يونيو 1953      |
|             | البنك الدولي للإنشاء والتعمير      | 19 سبتمبر 1989      | 17 سبتمبر 1958     |
|             | وكالة ضمان الاستثمار متعدد الأطراف | 19 سبتمبر 1989      | 5 أبريل 1993       |
|             | مؤسسة التنمية الدولية              | 19 سبتمبر 1989      | 1 أغسطس 1961       |
|             | مؤسسة التمويل الدولية              | 19 سبتمبر 1989      | 18 سبتمبر 1958     |
|             | الاتحاد البريدي العالمي            | ?                   | ?                  |

## وصلات خارجية
- موقع وزارة الخارجية الأنغولية
- موقع وزارة الخارجية الليبية